# Mus mattheyi
Espèce
Statut de conservation UICN

 LC  : Préoccupation mineure
Mus mattheyi, la Souris pygmée d'Afrique de l'ouest, ou Souris pygmée de Mattheyi (Mus Mattheyi) est une espèce de rongeur de la famille des Muridae. Elle appartient au sous-genre Nannomys.
Cette espèce est présente en Afrique de l'Ouest, notamment au Burkina Faso, Mali, Sénégal, Togo, Côte d'Ivoire et Ghana. Son habitat naturel est la savane. Cette espèce ressemble beaucoup à la Souris pygmée d'Afrique du Sud, mus minutoides.

## Description
La Souris pygmée d'Afrique de l'ouest mesure environ 8 cm de long à l'âge adulte. La queue représente un peu moins de la moitié de cette taille. Cette espèce pèse de 3 à 6 grammes.
L'espérance de vie chez mus mattheyi est d'environ 1 an et demi à 2 ans. Certains individus captifs auraient atteint 4 ans, mais cela reste incertain.

## Comportement
La souris pygmée d'Afrique de l'ouest est essentiellement nocturne. Cette espèce vit en groupe mixte.

## Reproduction
Chez Mus mattheyi, la gestation dure environ 21 jours. La portée est constituée de 2 à 6 petits en moyenne.
Les jeunes mesurent 2 cm à la naissance, ils sont aveugles et sans poils. Ceux-ci commencent à se développer vers l'âge de 1 semaine, et les yeux s'ouvrent à 10 jours. Le sevrage survient vers 2 semaines.
Le plus souvent, plusieurs femelles mettent bas en même temps dans le groupe. Les petits sont alors tous élevés ensemble, nettoyés et allaités par toutes les mères, celles-ci ne se souciant pas si tel petit est le leur ou non.
La maturité sexuelle chez Mus mattheyi se situe vers 6 semaines.

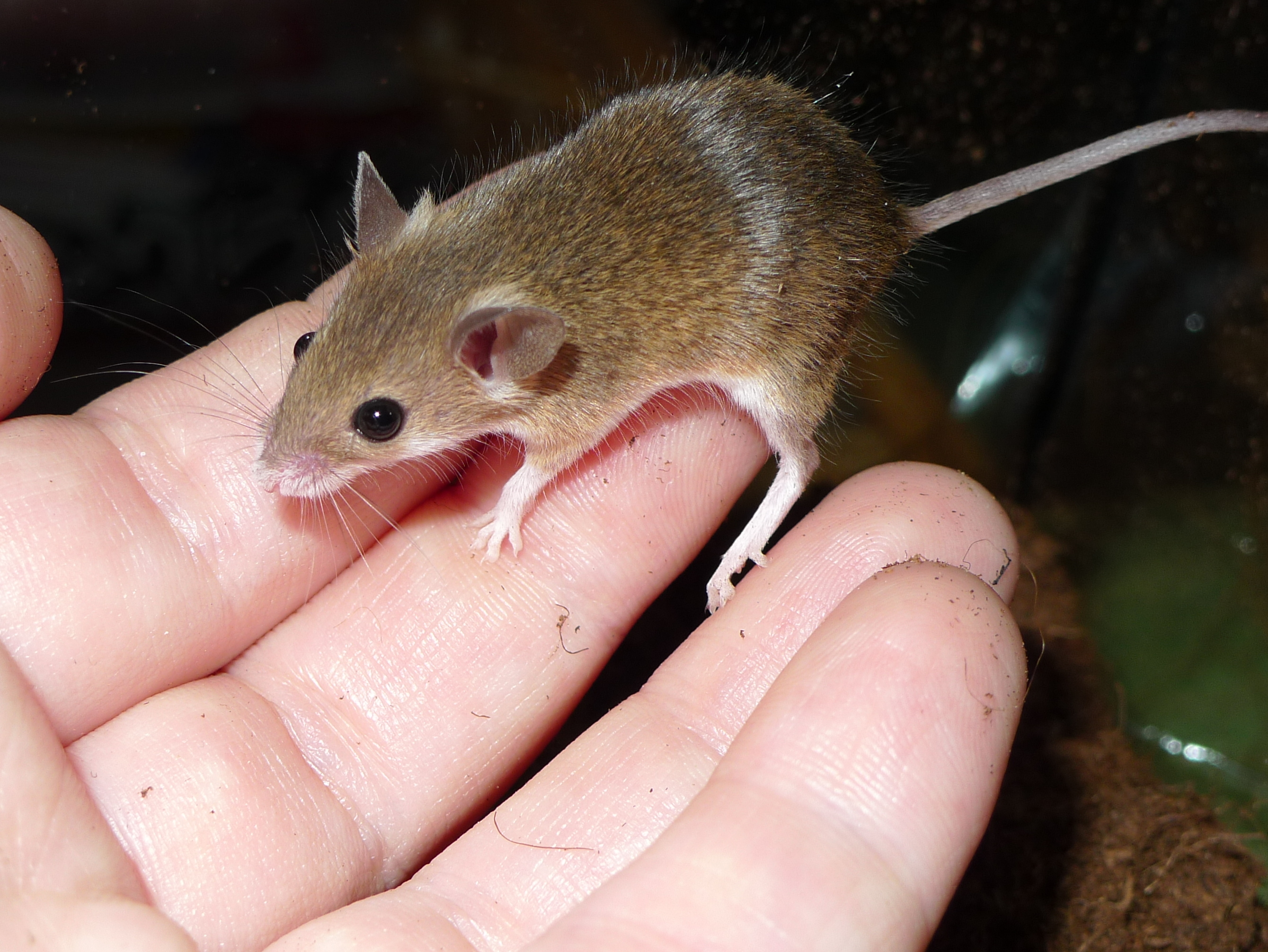
Jeune Mus mattheyi apprivoisée